# Anatolij Sierow
Anatolij Konstantinowicz Sierow (ros. Анато́лий Константи́нович Серо́в, ur. 7 marca?/20 marca 1910 we wsi Woroncowka, gubernia permska, zm. 11 maja 1939) – radziecki lotnik, kombrig, Bohater Związku Radzieckiego (1938).

## Życiorys
Od sierpnia 1918 mieszkał z rodziną w Bogosłowsku (obecnie Karpińsk), gdzie w 1923 skończył szkołę, a w 1926 szkołę fabryczno-zawodową. Pracował w warsztacie fabryki metalurgicznej w Nadieżdinsku (obecnie Sierow) od 1929 służył w Armii Czerwonej, w 1930 ukończył szkołę lotniczą, od 1931 członek WKP(b). Od 1931 starszy lotnik, od 1934 dowódca klucza 26 eskadry Sił Wojskowo-Powietrznych Specjalnej Armii Dalekowschodniej w Chabarowsku, od 1936 dowódca oddziału lotników-badaczy. Od 16 czerwca 1937 do 21 stycznia 1938 brał udział w wojnie domowej w Hiszpanii, dowodził oddziałem powietrznym jako „Rodrigo Mateo”, 27 czerwca 1937 strącił w walce powietrznej Ju-52 w rejonie Brunete, 15 października 1937 brał udział w bitwie powietrznej w pobliżu Saragossy. Od listopada 1937 dowodził niszczycielską grupą lotniczą. Łącznie wykonał 38 lotów bojowych i strącił osiem samolotów przeciwnika; miał nalot 240 godzin. Po powrocie z Hiszpanii awansowany ze starszego porucznika na pułkownika, a 9 lutego 1939 na kombriga. Od maja 1938 szef Głównej Inspekcji Lotniczej Sił Wojskowo-Powietrznych Armii Czerwonej, 1939 ukończył kursy przy Akademii Sztabu Generalnego. 11 maja 1939 zginął w wypadku lotniczym. Urna z jego prochami została złożona na placu Czerwonym przy Murze Kremlowskim.
Jego imieniem nazwano miasto Nadieżdinsk w obwodzie swierdłowskim, gdzie ustawiono jego popiersie, szkołę techniczną nr 54 w mieście Sierow, szkołę lotniczą w Batajsku oraz ulice w Archangielsku, Karpińsku, Mińsku i Swierdłowsku.

## Odznaczenia
- Złota Gwiazda Bohatera Związku Radzieckiego (2 marca 1938)
- Order Lenina (2 marca 1938)
- Order Czerwonego Sztandaru (dwukrotnie – 31 lipca 1937 i 2 października 1937)
- Medal jubileuszowy „XX lat Robotniczo-Chłopskiej Armii Czerwonej”